# 维勒纳夫德里翁 (吉伦特省)
维勒纳夫德里翁（法語：Villenave-de-Rions）是法国吉伦特省的一个市镇，属于朗贡区（Langon）卡迪拉克县（Cadillac）。该市镇总面积2.56平方公里，2009年时的人口为300人。

## 人口
维勒纳夫德里翁人口变化图示